# Мазепа (Байрон)

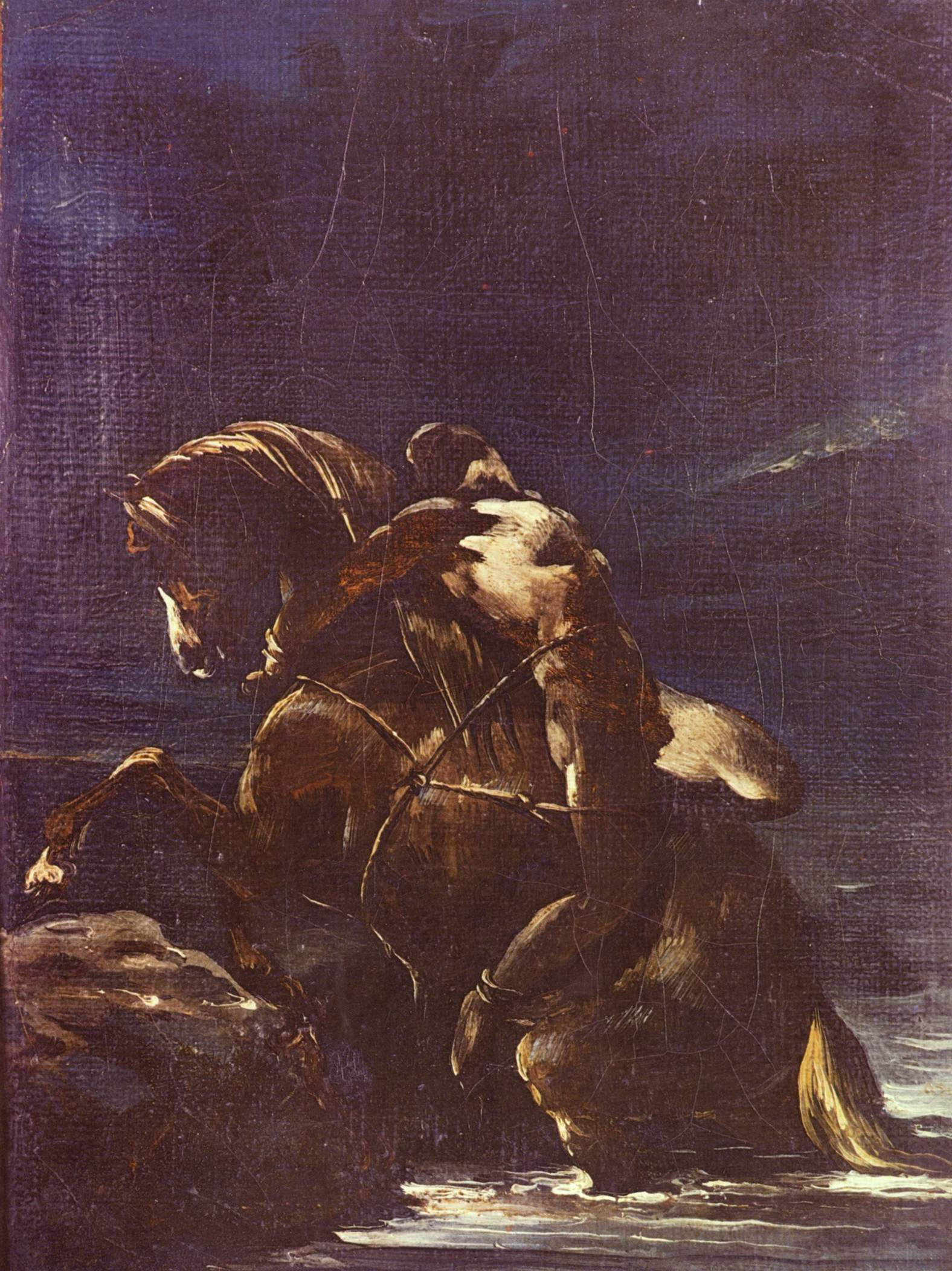
Жеріко. Паж Мазепа, прив'язаний до коня. (~1820)

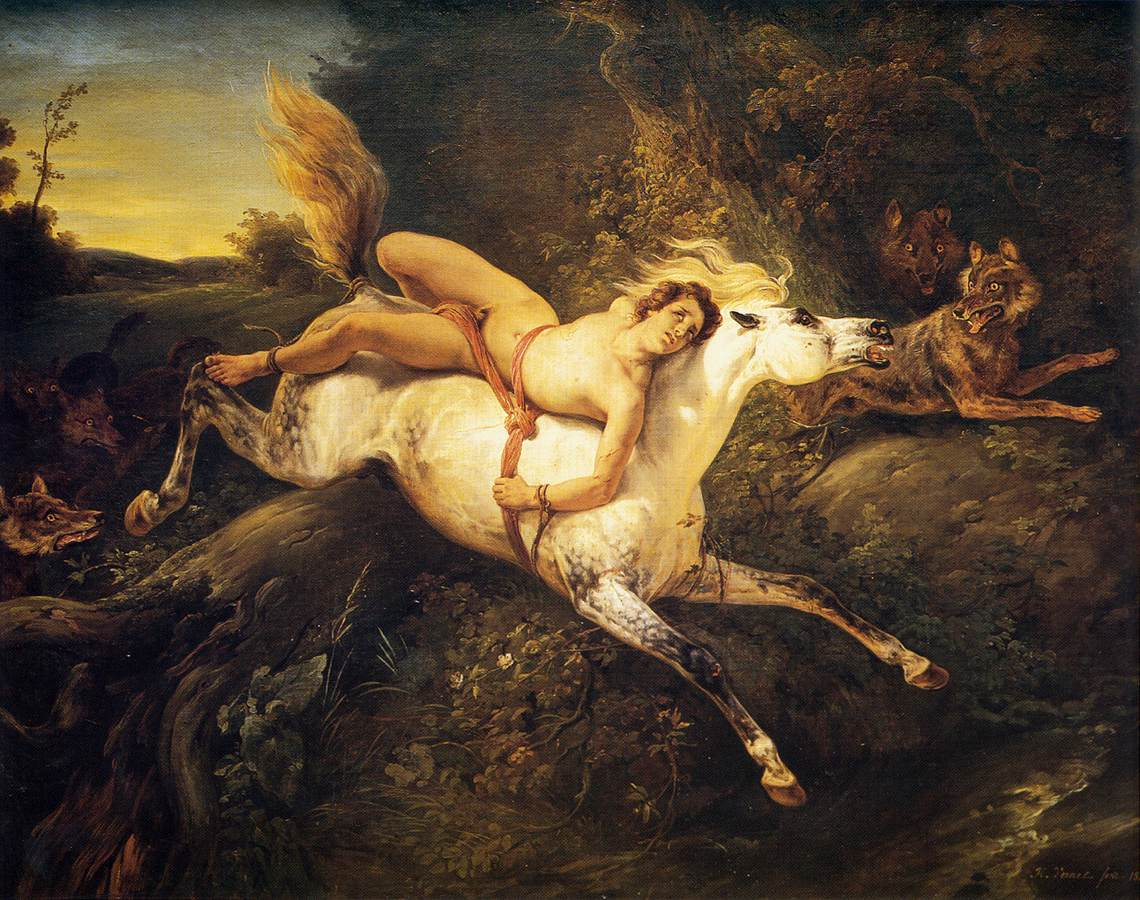
Орас Верне. Мазепа серед вовків (1826)

) 

«Мазепа» (англ. Mazeppa) — художня поема, написана англійським поетом-романтиком Гордоном Байроном 1819 року. Поема заснована на відомій легенді з раннього життя Івана Мазепи (1639—1709), українського діяча, який згодом став гетьманом.

## Передумови до появи поеми
Зацікавлення на заході Європи Україною стало дуже помітним наприкінці XVII —  на початку XVIII сторіччя. Про це свідчать численні опубліковані тоді історичні книжки й мандрівна література, а також журнальні статті. Зокрема, в Королівстві Англія першою публікацією, у якій широко згадувалась Україна, була надрукована у 1603 році «Загальна історія Турків» (англ. The General History of the Turks) Річарда Ноллза. До 1638 року цю книжку перевидавали п'ять разів і згідно з твердженнями біографів Лорда Байрона, ця книга мала надзвичайний вплив на молодого Байрона й спричинила до його захоплення Османською імперією. Скоріше за все саме з книжки Ноллза Байрон уперше дізнався про існування України.
Та найбільш важливою для популяризації України у західній Європі стала праця великого французького письменника доби Просвітництва Вольтера «Історія Карла XII», що вперше вийшла друком 1731 року. У розділі книжки, що описує, як війська Карла вперше прибувають в Україну, ми знаходимо чимало інформації про Україну та її людей. Вольтер дуже докладно розповідає, де саме розташована Україна, яку він, хоча вона і була під московським пануванням, так і називає l'Ukraine (тобто «Україна») або pays des Cossaques (тобто «країна козаків»). У цьому розділі міститься інформація про розміри України, про її тогочасну столицю Батурин, про те, що її ґрунти є «одними з найродючіших у світі». Пише він і про річку Борисфен (тогочасну назву «Дніпра» на Заході), що розділяє країну на дві рівні частини. Вольтер також повідомляє, що Україна «завжди прагнула бути вільною, проте, оточена Московією, країнами Великого Візира та Польщею, була змушена шукати захисника, а тому потрапляла у руки однієї із цих трьох держав». Французький мислитель також згадує Запорізьку Січ й описує почуття українців до росіян під час війни, наголошуючи на тому, що козаки «були розлючені на росіян».
Але центральною темою української частини книжки Вольтера постає саме гетьман Іван Мазепа. Зокрема, Вольтер у своїй праці розповідає про епізод з життя Мазепи, коли будучи пажем польського короля Яна II Казимира, українця звинувачують у перелюбстві з дружиною високопоставленого шляхтича й карають його в досить незвичний спосіб, прив'язавши майбутнього гетьмана до дикого жеребця, якого було відтак випущено в степ. Кінь приносить Мазепу в Україну, де його знаходить дівчина, що згодом стає його дружиною. Згодом, висока освіта Мазепи допомагає йому вийти на саму вершину українського суспільства й стати гетьманом. Саме цим епізодом із біографії Мазепи, описаним Вольтером, неабияко зацікавився англійський поет-романтик Лорд Байрон.

## Короткий опис поеми

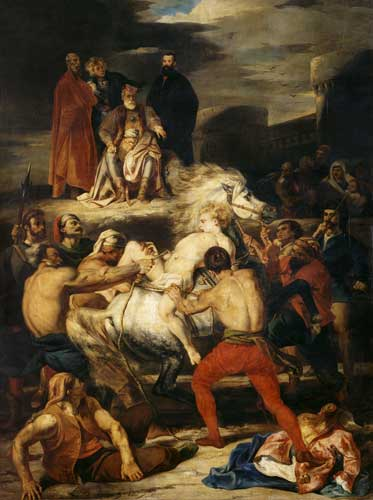
Буланже. Страждання Мазепи (1827)

Головний герой поеми — гетьман Іван Мазепа, що розповідає після поразки під Полтавою свою історію Карлу XII. Ця розповідь у центрі всієї поеми. Центральна подія поеми — покарання юного Мазепи, пажа польського короля Яна II Казимира, за гаданий зв'язок з юною дружиною графа Фальбовського Терезою. У покарання Мазепу оголеним прив'язують до спини коня, якого відпускають у дикий степ. Після нападу зграї вовків, у лісі, Мазепа заледве залишився в живих. Згодом, кінь приносить напівмертвого Мазепу в степи України, де його кінь помирає, а його самого знаходять місцеві селяни-українці. Завдяки своїм непересічним здібностям та таланту, Мазепа врешті-решт стає гетьманом.

## Аналіз поеми
Аби познайомити своїх читачів із передісторією до подій описаних у поемі, Байрон як вступ подав уривки з Вольтерівської «Історії Карла XII», що стосуються Мазепи. Сама поема побудована як розповідь українця про себе Карлові XII. Мазепа зосереджується на історії про подорож в Україну на спині жеребця:
Вперед, вперед! - нестримний рух.

Мені забило вітром дух

І я побачити не міг,

Куди мій кінь порскливий біг.

Лише займалося на світ,

А він од замкових воріт,

Почувши волю степову,

Летів, збиваючи траву.
[
Lord Bayron
Mazeppa (exerpt)
Away, away, my steed and I,
Upon the pinions of the wind,
All human dwellings left behind;
We sped like meteors through the sky,
When with its crackling sound the night
Is chequer’d with the northern light
переклад Олекси Веретенченка, 1959
Ця подорож — повна образів свободи. Самий біг коня з Мазепою можна інтерпретувати як прагнення до свободи українського провідника, самої України і, загалом, будь-якого народу, що хоче бути вільним. Ці прагнення Байрон підтримував зі справжньою романтичною пристрастю. У поемі Мазепа постає як герой, якого Карл, що був одним із найбільших європейських провідників свого часу, порівнює з Олександром Македонським. Карл Байрона також заявляє, що велич Мазепи затьмарює славу древньої Скитії (англ. All Scythia’s fame to thine should yield).
Мазепа постає як колоритний романтичний герой, що його захопливе, екзотичне життя контрастує зі ставленням до життя шведського короля, який засинає, слухаючи історію українця. Повне пригод життя Мазепи є чуже Карлові, що представляє західну культуру.

## Вплив на живопис

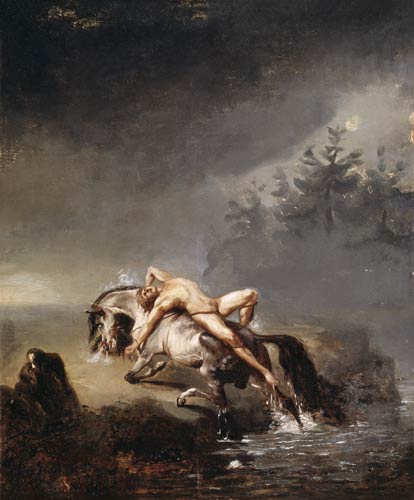
Орас Верне. Мазепа на коні (1920-ті)

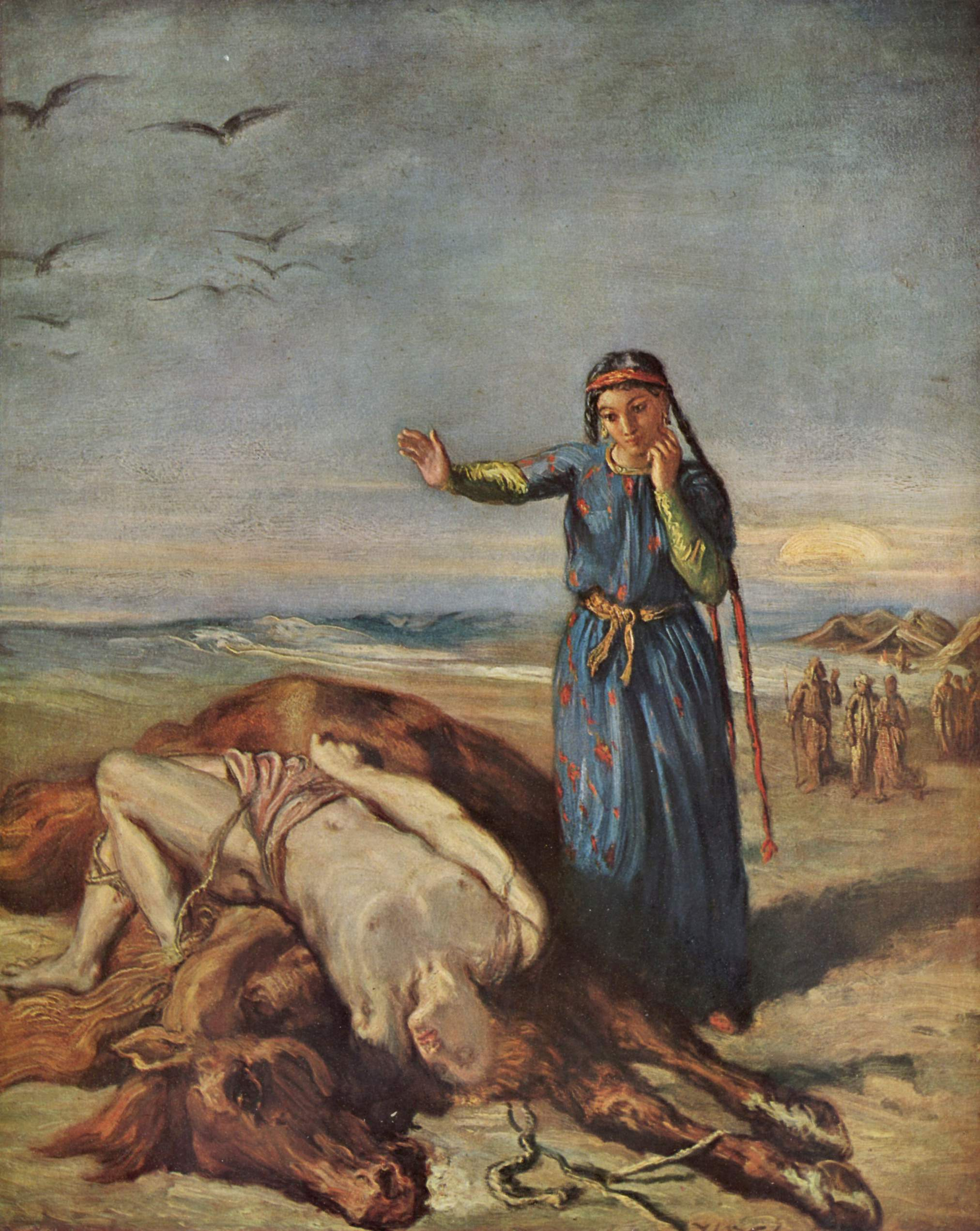
Шассеріо. Козацька дівчина знаходить непритомне тіло Мазепи (1851)

Поема Лорда Байрона про Мазепу надихнули багатьох європейських митців. Зокрема, після появи поеми Байрона, у 1800-их роках Мазепа став одним з улюблених мотивів французьких художників, як от Жеріко, Делакруа, Шассеріо, Верне, Буланже тощо.
Мазепу зобразили наступні видатні художники:
Французькі художники
- Жеріко: літографія «Паж Мазепа, прив'язаний до коня / La page Mazeppa» (~1820, приватна колекція).[5][6] Один з чорно-білих варіантів літографії, виконаний спільно з Еженом Ламі й датований ~1823 роком, зберігається в нью-йоркському музеї The Met[7] (всього було зроблено 6 ідентичних літорграфій, решта зберігаються у Британському музеї,[8] Бостонському музеї мистецтва,[9] Центрі британського мистецтва Єльського університету[10] тощо). Кольоровий, дещо відмінний варіант цієї картини 1823 року, зберігається в приватній колекції.[11]
- Делакруа: картина «Мазепа прив'язаний до вмираючого коня / Mazeppa attaché sur la croupe du cheval sauvage» (1824, зберігається в ґельсінкому музеї Атенеум).[5][12][13]
- Верне: «Мазепа на коні / Mazeppa aux chevaux» (1820-ті, зберігається в приватній колекції Lauros / Giraudon ),[14] «Мазепа / Mazeppa» (1826, зберігається в Бременській картинній галереї),[15] «Мазепа серед вовків / Mazeppa et les loups» (1826, зберігається в Musée Calvet).[16]
  - Існують репродукції цих картин Верне різними малярами. Зокрема існує репродукції зроблені британським малярем Джоном Ф. Херрінгом I[en], які зберігаються в (Галереї Тейт-Брітені, Лондон). Зокрема це "Мазепа серед коней / Mazeppa Surrounded by Horses" (~1833),[17] та "Мазепа серед вовків / Mazeppa Pursued by Wolves" (~1833)[18]
- Буланже[en]: «Страждання Мазепи / Le Supplice de Mazeppa» (1827). Картина зберігається в Руанському музеї образотворчого мистецтва[19]
- Шассеріо: Козацька дівчина знаходить непритомне тіло Мазепи / Une jeune fille cosaque trouve Mazeppa évanoui sur le cheval sauvage (1851). Картина зберігається у Страсбурзькому музеї.[20]

Американські художники
- Нетеніель Карріер[en]: 4 різні картини, "Mazeppa", "Mazeppa 2", "Mazeppa 3" and "Mazeppa 4" ( всі приблизно у 1846 році). Картини зберігаються Бріджменській бібліотеці мистецтва[en].[21][22][23]

## Літературна значимість та сприйняття

### Критика поеми російськими письменниками
На відміну від західної літературної традиції, де Мазепа виступає романтичним героєм, у російській літературній традиції на Мазепу наклали клеймо зрадника. Відповідно, позитивне зображення Мазепи Байроном викликало негативний резонанс серед російських інтелектуалів. Зокрема, один з впливових російських поетів того часу, Олександр Пушкін, негативно відгукнувся на працю Байрона й навіть написав власну поему-відповідь під назвою «Полтава», де він змальовує образ Мазепи як неприховано негативного героя, такого собі романтичного «лиходія». Пушкін використав слова з поеми Байрона як епіграф для «Полтави», а у одній зі своїх статей розкритикував Байронівську поему, зазначивши, що
Олександр Пушкін, "Заперечення критикам "Полтави" (1831)

## Переклади українською
Українською Байронівського Мазепу перекладали Дмитро Загул (1929) та Олекса Веретенченко (1959).
- Джордж Байрон. «Мазепа». Вільний переклад з англійської: Дмитро Загул. Харків: ДВУ, 1929. — 80 стор. (Chtyvo)

- (передрук) * Джордж-Ґордон Байрон. Мазепа. Вільний переклад з англійської: Дмитро Загул; передмова: Євген Пеленський. Львів: Ізмарагд, 1938. 46 стор. ("Літературна бібліотека №1")
- (передрук) Джордж Байрон. «Мазепа». Вільний переклад з англійської: Дмитро Загул // вміщено у книзі Борщак І. Іван Мазепа: життя й пориви великого гетьмана / Ілько Борщак, Рене Мартель; пер. з фр. М. Рудницького. – Київ : Вид-во СП «Свенас», 1991. – 136 с.:108-130 ISBN 5-85722-002-5
- (передрук) * Джордж-Ґордон Байрон. Мазепа. Вільний переклад з англійської: Дмитро Загул; художник: Володимир Лобода. Львів: Піраміда, 2010. 68 стор. ISBN 978-966-441-170-4 ("Приватна колекція")
- (передрук) * Джордж-Ґордон Байрон. Мазепа, вибране. Упорядник: Лариса Федорів; перекладачі з англійської: П. Грабовський, Д. Загул, В. Самійленко, М.Костомаров, Л. Українка, І. Франко. Львів: Червона Калина, 2011. 206 стор. ISBN 978-966-8997-22-8

- Джордж Байрон. «Мазепа». Переклад з англійської: Олекса Веретенченко. Детройт: Накладом Літературно-мистецького клубу в Детройті, 1959. — 48 стор. (Chtyvo)

- (передрук) Джордж-Гордон Байрон. «Мазепа», поема. Переклад з англійської: Валерія Богуславська (поема «Паломництво Чайльд-Гарольда»), Олекса Веретенченко (поема «Мазепа») та Дмитро Паламарчук (вірші). Харків: Фоліо, 2005. ISBN 966-03-2728-5

## Інші переклади
- Byron G.G. Mazepa Jovan, Hetman ukrajnski dôbe Petra Vélikega / pravlica zgodbe resnične po Byronovi istega imena slobodno pel in pomnožil Jovan Vesel-Koseski. V Ljubljani : J. Blaznik, 1868. 55 str. slo